# 刘店乡 (开封市)
刘店乡，是中华人民共和国河南省開封市祥符区下辖的一个乡镇级行政单位。

## 行政区划
刘店乡下辖以下地区：
刘店村、杜庄村、刘店黄庄村、中王庄村、束庄村、大高店村、中高店村、梁砦村、尚店村、张庄村、任庄村、河头村、郭路村、欧坦村、郭井村、王楼村、天爷庙村、西郭路村、东祖良村、西祖良村、王明垒村和滕庄村。